# Кочеровец, Владимир Иванович
Владимир Иванович Кочеровец  (род. 5 февраля 1950) — советский, российский военный микробиолог, профессор кафедры фармацевтической технологии и фармакологии 1-го МГМУ им. И. М. Сеченова. Эксперт специальной комиссии по медицинским и аграрным наукам ВАК. Официальный представитель Правительства Российской Федерации, заместитель министра здравоохранения и медицинской промышленности Российской Федерации (1992—1995). Член диссертационного при ФБУН «Московский научно-исследовательский институт эпидемиологии и микробиологии им Г.Н. Габричевского» Роспотребнадзора. Член комитета Государственной Думы по охране здоровья.

## Избранные труды
Автор 300 научных трудов, среди которых монографии и учебные пособия с соавторами:
- Анаэробные инфекции в хирургии
- Анаэробная инфекция в акушерско-гинекологической практике
- Нормальная микрофлора женских мочеполовых путей и препараты для ее коррекции
- Современные топические препараты клиндамицина и метронидазола
- Введение в фармацевтическую микробиологию
- Фармацевтическая микробиология

## Патенты, изобретения
Автор 3 официально зарегистрированных изобретений и патентов на питательные микробиологические среды.

## Награды и признание
- Орден Почета[2]
- 3 медалями «За безупречную службу в Вооруженных Силах»[2]
- 3 юбилейных медали[2]
- Включен в список 100 самых выдающихся профессоров военно-медицинской академии Министерства обороны Российской Федерации